# Antonio Banderas

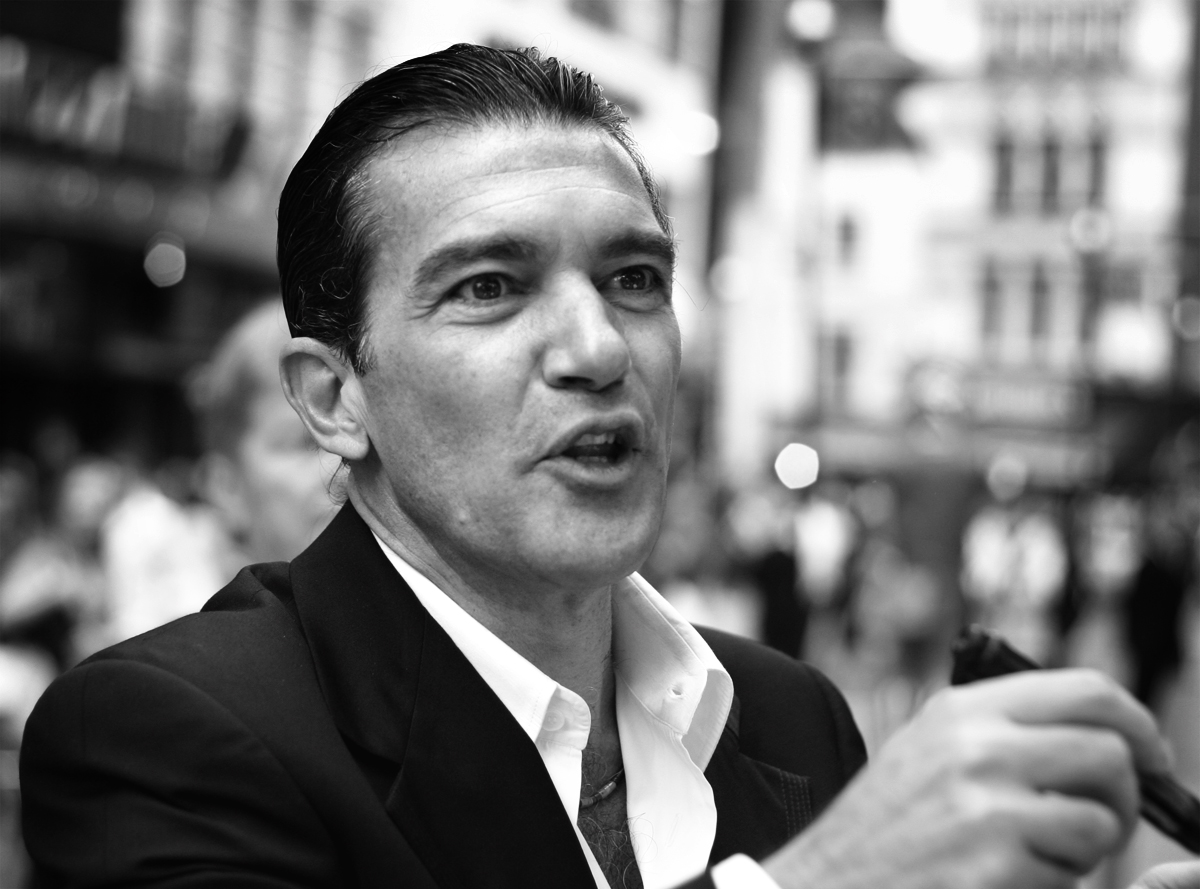
Antonio Bandereas vid premiären av Shrek den tredje i London, 2007.

José Antonio Domínguez Bandera, känd som Antonio Banderas, född 10 augusti 1960 i Málaga, Andalusien, är en  spansk skådespelare och sångare.
Antonio Banderas gifte sig med skådespelerskan Melanie Griffith år 1996, och tillsammans har de en dotter född år 1996. År 2014 ansökte paret om skilsmässa, som gick igenom i december 2015.

## Filmografi (i urval)
- 1982 – Passionens labyrint
- 1986 – Kärlekens matadorer
- 1987 – Begärets lag
- 1988 – Kvinnor på gränsen till nervsammanbrott
- 1989 – Bind mig, älska mig!
- 1992 – The Mambo Kings
- 1993 – Philadelphia
- 1993 – Andarnas hus
- 1994 – En vampyrs bekännelse
- 1994 – Kärlek och skuggor
- 1995 – Desperado
- 1995 – Four Rooms
- 1995 – Dödligt möte
- 1995 – Never Talk to Strangers
- 1995 – Miami Rhapsody
- 1996 – Evita
- 1996 – Two Much
- 1998 – Zorro – Den maskerade hämnaren
- 1999 – Den 13:e krigaren
- 1999 – Play It to the Bone
- 2001 – Spy Kids
- 2001 – Original Sin
- 2001 – The Body
- 2002 – Frida
- 2002 – Spy Kids 2 - De förlorade drömmarnas ö
- 2002 – Femme Fatale
- 2002 – Ballistic
- 2003 – Once Upon a Time in Mexico
- 2003 – Spy Kids 3-D: Game Over
- 2003 – Imagining Argentina
- 2004 – Shrek 2 (röst)
- 2005 – Legenden om Zorro
- 2006 – Take the Lead
- 2006 – Bordertown
- 2007 – Shrek den tredje (röst)
- 2008 – My Mom's New Boyfriend
- 2008 – The Other Man
- 2009 – Thick as Thieves
- 2010 – Shrek - Nu och för alltid (röst)
- 2010 – Du kommer att möta en lång mörk främling
- 2010 – The Diamond Job
- 2011 – Mästerkatten (röst)
- 2011 – The Skin I Live In
- 2011 – Haywire
- 2011 – Black Gold
- 2012 – Ruby Sparks
- 2013 – Machete Kills
- 2013 – Kära passagerare
- 2013 – Justin och de tappra riddarna (röst)
- 2014 – The Expendables 3
- 2014 – Autómata
- 2015 – SvampBob Fyrkant: Äventyr på torra land
- 2015 – The 33
- 2015 – Knight of Cups
- 2016 – Altamira
- 2017 – Acts of Vengeance
- 2018 – Beyond the Edge
- 2018 – Genius (TV-serie)
- 2019 – Pain and Glory
- 2019 – The Laundromat
- 2020 – Dolittle
- 2020 – The New Mutants (borttagna scener)
- 2021 – Hitman's Wife's Bodyguard
- 2022 – Uncharted
- 2022 – Mästerkatten 2 (röst)
- 2023 – Indiana Jones and the Dial of Destiny
- 2023 – Journey to Bethlehem
- 2024 – Paddington i Peru
- 2024 – Babygirl